# Хмель, Валентина Петровна
Валентина Петровна Хмель — советский хозяйственный, государственный и политический деятель, полный кавалер ордена Трудовой Славы.

## Биография
Родилась в 1939 году в Читинской области. Член КПСС.
С 1956 года — на хозяйственной, общественной и политической работе. В 1956—1994 гг. — маляр, бригадир отделочников Строительно-монтажного управления № 5 Ангарского управления строительства Министерства среднего машиностроения СССР.
Указами Президиума Верховного Совета СССР от 27 марта 1976 года и от 10 марта 1981 года награждена орденами Трудовой Славы 3-й и 2-й степеней.
Указом Президиума Верховного Совета СССР от 4 июля 1984 года награждена орденом Трудовой Славы 1-й степени.
Делегат XXVII съезда КПСС. Избиралась народным депутатом СССР.
Живёт в Ангарске.